# حطام تيتانيك
يقع حطام السفينة آر إم إس تيتانيك على عمق حوالي 12,500 قدم (3,800 م؛ 2,080 قامة)، وعلى بعد حوالي 370 ميل بحري (690 كـم) جنوب شرق ساحل نيوفاوندلاند. تقع في قطعتين رئيسيتين يفصل بينهما حوالي 600 متر (2,000 قدم). لا يزال من الممكن التعرف على القوس مع العديد من التصميمات الداخلية المحفوظة، على الرغم من التدهور والأضرار التي لحقت بالسفينة في قاع البحر. في المقابل، دُمّرت المؤخرة بالكامل. تحتوي المنطقة المحيطة بالحطام على مئات الآلاف من العناصر المتسربة من السفينة أثناء غرقها. كما انتشرت جثث الركاب وأفراد الطاقم عبر قاع البحر، لكن الكائنات الحية الأخرى التهمتها.